# Горбовецька сільська рада
| Горбовецька сільська рада — колишній орган місцевого самоврядування у Літинському районі Вінницької області з адміністративним центром у с. Горбівці. Сільській раді були підпорядковані населені пункти: - с. Горбівці - с. Антонівка - с. Вінниківці - с. Соколівка |

## Склад ради
Рада складалася з 14 депутатів та голови.

## Керівний склад сільської ради
| ПІБ                      | Основні відомості                                                                             | Дата обрання | Дата звільнення |
| ------------------------ | --------------------------------------------------------------------------------------------- | ------------ | --------------- |
| Кандирал Петро Романович | Сільський голова, 1947 року народження, освіта, член Всеукраїнського об'єднання «Батьківщина» | 26.03.2006   | 30.12.2008      |
| Теклюк Леонід Матвійович | Сільський голова, 1958 року народження, освіта, член партії Єдиний Центр                      | 03.05.2009   | 31.10.2010      |
| Теклюк Леонід Матвійович | Сільський голова , 1958 року народження, освіта середня спеціальна, член Партії регіонів      | 31.10.2010   |                 |

Примітка: таблиця складена за даними джерела